# メラニー・ティエリー
メラニー・ティエリー（Mélanie Thierry、 1981年7月17日 - ）は、フランスの女優。

## バイオグラフィ
出生地はフランスのイヴリーヌ県サン＝ジェルマン＝アン＝レー。幼小よりモデルとして活動。写真家ピーター・リンドバーグによって撮影されたイタリア版『ヴォーグ』誌をはじめ、アメリカ合衆国版『Elle』誌、『The Face』誌など様々なファッション雑誌に登場を果たし、さらに、エルメス、イヴ・サンローランでも広告塔として専念した。しかしながら、あまた名声を得て活躍していた彼女であったが、自らにおける新たなキャリアを追い求めるため演技の世界へと入った。
1999年、イタリアの映画監督ジュゼッペ・トルナトーレの長編映画『海の上のピアニスト』で国際的に人々の関心を引きつけた。
2007年、ジュリアン・ルクレルク監督のフランス映画『インストーラー』でアルベール・デュポンテル、マルト・ケラーとともに出演、重ねて、2008年に公開されたマチュー・カソヴィッツ監督のSFアクション映画『バビロンA.D.』ではヴィン・ディーゼル、ミシェル・ヨーと共演、ハリウッド映画に初進出を果たしている。
キャリアと並行して、2002年よりフランスの歌手ラファエルと交際、2008年には長子ローマが誕生している。
フランスで2009年に公開された、アルコール依存症を描いたフィリップ・ゴドー（Philippe Godeau）自身映画監督として初の映画作品となった『Le Dernier pour la route』で俳優フランソワ・クリュゼと共演、アルコール依存症を克服するためクリュゼとともにリハビリに励む若者マガリ役を演じた。同映画で、2010年度セザール賞有望若手女優賞を授与された。

## フィルモグラフィ
- 海の上のピアニスト La leggenda del pianista sull'oceano (1999)
- カジモド Quasimodo d'El Paris (1999)
- Canone Inverso (2000)
- Jojo La Frite (2002)
- Charles II: The Power and The Passion (2003)
- 危険なふたり Ecorches (2005)
- Pardonnez-moi (2006)
- インストーラー Chrysalis (2007)
- Pu-239 (2007)
- バビロンA.D. Babylon A.D. (2008)
- ラルゴ・ウィンチ 宿命と逆襲 Largo Winch (2008)
- You'll Miss Me (2009)
- Le Dernier pour la route (2009)
- L'Autre Dumas (2010)
- La Princesse de Montpensier (2010)
- Impardonnables (2011)
- ホロウ・クラウン/嘆きの王冠 ヘンリー五世 Hollow Crown  (2012)
- バック・イン・クライム 時空を超えた事件 Back in Crime (2013)
- ゼロの未来 The Zero Theorem (2013)
- 昼下がりの背徳 Le règne de la beauté (2014)
- ロープ/戦場の生命線 A Perfect Day (2015)
- ザ・ダンサー La Danseuse (2016)
- 天国でまた会おう Au revoir là-haut (2017)
- あなたはまだ帰ってこない La douleur (2017)
- 風とともに Le vent tourne (2018)
- ザ・ファイブ・ブラッズ Da 5 Bloods (2020)

## 参考
1. ↑  “Melanie Thierry - Biographie”.   Biosstars. 2012年11月4日閲覧。
2. ↑  “Mélanie Thierry”.   Puretrend. 2012年11月4日閲覧。
3. ↑  “La biographie de Mélanie Thierry”.   Staragora. 2012年10月4日閲覧。
4. ↑  “Mélanie Thierry Actress”.   Imdb. 2012年11月4日閲覧。
5. ↑  “PEOPLE Bio Mélanie Thierry”.   Plurielles. 2012年11月4日閲覧。
6. ↑  “Biographie : Mélanie Thierry”.   Commeaucinema. 2012年11月4日閲覧。